# Hovězí
Hovězí (in tedesco Howiessy) è un comune della Repubblica Ceca facente parte del distretto di Vsetín, nella regione di Zlín.